# Therese Svanström
Anna Therese Svanström, född 1 februari 1973 i Vad, Smedjebackens kommun, är en svensk fackföreningsledare. Hon är sedan 2019 ordförande för Tjänstemännens centralorganisation (TCO).

## Biografi
Therese Svanström kommer från byn Vad i södra Dalarna. Hon har avlagt filosofie kandidatexamen i statsvetenskap genom studier vid Örebro universitet och Lunds universitet.
Svanström startade sin yrkesbana som kongressvald förbundssekreterare för Socialdemokratiska studentförbundet (S-studenter). 
Hon har under många år arbetat som pressansvarig, stabschef, biträdande kanslichef och kanslichef på fackförbundet Vision (tidigare SKTF). 
Svanström har också varit politiskt sakkunnig i Regeringskansliet 2001–2006 vid både social- och arbetsmarknadsdepartementet. 2014–2018 var hon statssekreterare på Socialdepartementet med ansvar för socialförsäkringsområdet.
Därefter var Svanström kanslichef på Sveriges största fackförbund Unionen, ett av TCO:s medlemsförbund. Hon efterträdde Eva Nordmark som TCO:s ordförande efter val på en extra kongress den 9 december 2019.
Svanström är utöver uppdraget som TCO:s ordförande en del av den internationella fackföreningsrörelsen som ordförande för Nordens Fackliga Samorganisation (NFS) och ledamot av Europeiska fackliga samorganisationen (EFS) i dess styr- och verkställande kommittéer. Utöver det är hon vice ordförande i Folksam Saks styrelse, ledamot av Nya Kompisbyråns advisory board och ordförande i Stiftelsen Mediestudier.